# Qoros
Qoros (кит. 观致汽车) — китайський виробник автомобілів, заснований у 2007 році . Автомобільна марка є спільним підприємством Chery Automobile та Israel Corporation. 

## Ім'я
Qoros — вигадане слово. Буква Q має символізувати якість, а вся назва — відлуння грецького хору, колективного голосу в п’єсах і музиці, що відображає багатонаціональний характер компанії. 

## Історія
Qoros була заснована як спільне підприємство між Chery та Israel Corporation у грудні 2007 року під назвою Chery Quantum Automotive Corporation (CQAC); у листопаді 2011 року назву було змінено на Qoros Auto Co., Ltd. Створення компанії відбулося під час пікового періоду розвитку автомобільної промисловості Китаю, після приєднання країни до Світової організації торгівлі та на етапі стрімке зростання виробництва та продажів автомобілів.
Qoros було створено як 50-50 спільне підприємство між Chery та дочірньою компанією Kenon Quantum. Пізніше Kenon перебрав частку Quantum, зробивши нинішніх партнерів Chery та Kenon Holdings, яка контролює інвестиції Israel Corp.
Qoros відкрив офіс у Шанхаї у вересні 2008 року.
У жовтні 2009 року Qoros підписав угоду про співпрацю з Magna Steyr. 
У червні 2010 року Qoros переніс свій виробничий завод у зону економічного та технологічного розвитку Чанша після проведення поглибленої оцінки. 
У жовтні 2011 року було завершено будівництво першого прототипу.  Офіційна церемонія відкриття відбулася в Чаншу, провінція Цзянсу, Китай. 
У 2013 році на Шанхайському автосалоні Qoros представила седан Qoros 3 на новій платформі. Автомобіль ознаменував вихід бренду на ринок із сучасними функціями та сертифікатом безпеки Euro NCAP. 
У 2017 році компанія Qoros оголосила про перерву в роздрібних продажах автомобілів Qoros по всій Європі.  Однак вони розглядають Південну Америку як перспективний ринок. 
Станом на початок 2018 року приватний китайський конгломерат Baoneng Investment Group придбав 51% акцій Qoros, залишивши сінгапурській інвестиційній компанії Kenon Holdings 24% акцій, а Chery — 25%. Пізніше в січні 2019 року Kenon Holdings передала 12% своїх 24% акцій Qoros інвестиційній групі Baoneng за 1,56 млрд юанів (230 млн доларів). Baoneng володіє 63 відсотками Qoros, Kenon Holdings володіє 12 відсотками Qoros, а Chery Automobile продовжує володіти 25 відсотками після угоди. 
Станом на січень 2020 року Baoneng Investment Group придбала складальний завод PSA , яким керує Changan PSA, у Шеньчжені, місті на півдні Китаю, де PSA виготовляє моделі DS. Changan PSA — це спільне підприємство між PSA Group і китайським автовиробником Changan Automobile. Changan продала свою 50-відсоткову частку в спільному підприємстві з PSA компанії Baoneng за 1,63 мільярда юанів (234 мільйони доларів). 
У вересні 2020 року була запущена Qoros 7, перша модель Qoros під контролем Baoneng Investment Group. Модель також була флагманською моделлю Qoros, оскільки це найбільша модель, пропонована Qoros на сьогоднішній день.
У січні 2021 року Baoneng Group придбала 63% акцій Qoros, залишивши Chery з 25%, а Kenon Holdings – лише 12%.  Оскільки у 2021 році материнська компанія Baoneng Group почала повідомляти про фінансові проблеми, народний суд зони економічного та технологічного розвитку Уху провінції Аньхой також оголосив про продаж обладнання для виробничих ліній на аукціоні наприкінці 2022 року. Багато транспортних засобів у різних провінціях і містах було вилучено і навіть занесено до списку нечесних виконавців. У той же час користувачі мережі також помітили, що її бренд спільного використання автомобілів «Linked Cloud» почав повертати свої опорні пункти, і вони підозрюють, що Qoros Group переживає фінансову кризу. 
У березні 2022 року її розформували через падіння продажів автомобілів і стрімке зростання якості інших брендів, що робило її неконкурентоспроможною. Незважаючи на те, що компанія була ліквідована, сайт все ще існує та підтримує післяпродажне обслуговування автомобілів.
У травні 2022 року Shandong Automobile Circulation Association оприлюднила заяву, в якій говориться, що через закриття магазину прямих продажів Qoros у Цзінані та скасування телефонного номера заводської служби асоціація включила бренд Baoneng Qoros Auto до чорного списку споживачів і винесено попередження споживача. 11 травня компанія Baoneng відповіла, що її штаб-квартиру переїхало з будівлі промислової логістики Шеньчженя до центру Shenzhen Baoneng. 
Станом на 12 липня 2023 року Qoros має інформацію про сотні осіб, які підлягають страті, із загальною сумою страти, яка перевищує 960 мільйонів юанів. Крім того, є численні відомості про нечесних осіб, які підлягають виконанню, розпорядження про обмеження споживання та завершені справи, загальна сума невиконання яких перевищує 420 мільйонів юанів. 